# Gerby (district de Vaasa)
Le district de Gerby  (finnois : Gerbyn suuralue) est l'un des douze districts de Vaasa en Finlande.

## Description
Gerby est un quartier résidentiel situé à 5,5 kilomètres du centre de Vaasa, qui est construit principalement de maisons individuelles.
La partie la plus ancienne de Gerby est Lillby ou Pienkylä, où se trouvent entre autres l'ancienne école et maison commune, l'ancien club de jeunes et l'ancien bâtiment des pompiers volontaires.
Les bâtiments les plus anciens de Gerby datent du début du XIXe siècle, en partie même de la fin du XVIIIe siècle, et ils sont situés à Pienkylä.
La marina de 215 places de Gerby est située dans la zone dite du nouveau Gerby.
Le district de Gerby compte 10 961 habitants (31 décembre 2017).
Il regroupe les quartiers suivants :
- Isolahti
- Vetokannas
- Länsimetsä
- Vanha Gerby
- Kortelaakso
- Lillby
- Pukinjärvi
- Rajarinne
- Gerbyn niemi
- Gerby
- Västervik
- Gerbyn saaristo